# Соградь
Соградь (словац. Sograď) — річка в Словаччині; ліва притока Сланої, протікає в окрузі Рімавська Собота.
Довжина приблизно 8,3 км. Витік знаходиться в масиві Бодвянські пагорби (схил гори Довга плань) — на висоті приблизно 340 метрів.
Протікає територією сіл Чолтово і Ґемерска Паніца..